# Herul királyok listája
A herulok egy germán néptörzs volt. Az alább uralkodóiknak listája látható.

## Királyaik listája (Kr. e. 1. század–9. század)
|     | Uralkodó             | Uralkodott             | Feleség-név     | Megjegyzés                             |
| --- | -------------------- | ---------------------- | --------------- | -------------------------------------- |
| 1.  | I. Anthyrius Currlus | Kr. e. 1. század       | Symbulla        |                                        |
| 2.  | Anavas               | ? – Kr. e. 171         | Drithva         | Anthyrius fia.                         |
| 3.  | Alimer               | Kr. e. 171 – Kr. e. 96 | Ida             | Anavas fia.                            |
| 4.  | II. Anthyrius        | Kr. e. 96 – Kr. e. 34  | Marina          | Alimer fia.                            |
| 5.  | Hutterus             | Kr. e. 34 – Kr. u. 35  | Judith          | II. Anthyrius fia.                     |
| 6.  | I. Visilaus          | 35 – 91                | Tibernia        | Hutterus fia.                          |
| 7.  | Vitilaus             | 91 – 127               | Anaria          | I. Visilaus fia.                       |
| 8.  | I. Alarich           | 127 – 162              | Bella           | Vitilaus fia.                          |
| 9.  | Dietrich             | 162 – 201              | Diana           | I. Alarich fia.                        |
| 10. | Tenerich             | 201 – 237              | Biogonna        | Dietrich fia.                          |
| 11. | I. Alberich          | 237 – 292              | Diomedes        | Tenerich fia.                          |
| 12. | Wisimar              | 292 – 340              | Amalasunta      | I. Alberich fia. Más néven: Visimarus. |
| 13. | Miercislaus          | 340 – 388              | Belga           | Wisimar fia.                           |
| 14. | Rodagasus            | 388 – 405              | Cella           | Miercislaus fia.                       |
| 15. | Corsicus             | 405 – ???              | Flora           | Rodagasus fia.                         |
| 16. | Fredbaldus           | ??? – ???              | Themiorma       | Corsicus fia.                          |
| 17. | Gunderich            | ??? – ???              | Elissa          | Fredebaldus fia.                       |
| 18. | Genserich            | ??? – 477              | Licinia         | Gunderich fia.                         |
| 19. | II. Visilaus         | 477 – ???              | Adolla          | Genserich fia.                         |
| 20. | II. Alarich          | ??? – ???              | Theodora        | II. Visilaus fia.                      |
| 21. | II. Alberich         | ??? – ???              | Syrisca         | II. Alarich fia.                       |
| 22. | Johannes             | ??? – ???              | Euphemia        | II. Alberich fia.                      |
| 23. | Radagast             | ??? – ???              | Gubertina       | Johannes fia.                          |
| 24. | ismeretlen király    | ??? – ???              |                 |                                        |
| 25. | Aribert              | 8. század              | Bertha, Mandana | Radagast fia.                          |
| 26. | Billungus            | 9. század              | Jutta, Medea    | Aribert fia.                           |